# 汶川血蜱
汶川血蜱（学名：Haemaphysalis warburtoni）为硬蜱科血蜱屬下的一个种。